# Loivre
Loivre – miejscowość i gmina we Francji, w regionie Grand Est, w departamencie Marna.
Według danych na rok 2009 gminę zamieszkiwało 1129 osób, a gęstość zaludnienia wynosiła 110 osób/km².